# Буршье, Эдуард (рыцарь)
Эдуард Буршье (англ. Edward Bourchier; погиб 30 декабря 1460 года при Уэйкфилде, Йоркшир, Королевство Англия) — английский аристократ, младший сын Генри Буршье, 1-го графа Эссекса, и Изабеллы Кембриджской, по матери близкий родственник Плантагенетов из Йоркской династии (Ричарду Йоркскому он приходился родным племянником). Участвовал в Войнах Алой и Белой розы на стороне Йорков, погиб в битве при Уэйкфилде.